# Waterloo (België)
Waterloo (Waals: Waterlô) is een plaats en gemeente in de provincie Waals-Brabant in België. De gemeente telt ruim 30.000 inwoners en heeft een residentieel karakter. Binnen de gemeentegrenzen liggen geen andere kernen.

## Geschiedenis
De oudst bekende vermelding van Waterloo dateert uit 1145. Het was toen een Brabants gehucht aan de rand van het Zoniënwoud, gegroeid rond een hoeve van de abdij van Vorst. Kerkelijk behoorde het tot de parochie Eigenbrakel. Bij de bisdomhertekening van 1559 ging het over van Kamerijk naar Namen. In 1687-1690 kreeg "Petit-Waterloo" een koninklijke kapel, de huidige Sint-Jozefskerk, door toedoen van landvoogd Francisco Antonio de Agurto.
Vanaf de 17e eeuw groeide Waterloo uit tot een substantieel dorp. Het werd bewoond door land- en bosbouwers en door herbergiers langs de chemin des Wallons, die steeds meer trafiek kende, onder meer door de hoofdstedelijke vraag naar Waalse steenkool. In 1664 werd het stuk van deze weg tussen Brussel en Waterloo geplaveid. De kasseien werden onderhouden door het Waterloose bedrijf van de broers Olivet. Tot in de 19e eeuw zouden de plaatselijke kasseileggers wereldwijde bekendheid genieten. Deze 'paveurs' waren meestal dagloners uit de gehuchten Roussart en Chenois.
De toegang naar Brussel werd in 1698-1699 versterkt door de bouw van het Château Jaco. De benaming verwees naar de eerste garnizoenscommandant, Jacques Pastur (1659-1723). Tijdens de Spaanse Successieoorlog werd hij in 1705 verdreven door de voorhoede van een Engels-Nederlandse coalitie onder Marlborough, maar hij keerde onverhoeds om en wist zijn positie te heroveren. Een tweede treffen bij Waterloo vond plaats op 6 en 7 juli 1794 tijdens de Eerste Coalitieoorlog. Generaal Lefebvre, die door Jourdan was vooruitgestuurd na de overwinning in Fleurus, versloeg de prins van Coburg en de prins van Oranje, daarmee de weg naar Brussel vrijmakend.
Onder Frans bewind verkreeg Waterloo eind 1795 de status van gemeente. In 1815 nam Wellington, de bevelhebber van het Brits-Nederlandse leger, na de Slag bij Quatre-Bras zijn intrek in de Bodenghien-herberg. Hoewel de overwinning op Napoleon in Eigenbrakel en Lasne tot stand kwam, vernoemde Wellington haar naar zijn hoofdkwartier, de Pruisische bijdrage ten spijt. Waterloo werd een begrip en kreeg vrijwel onmiddellijk te maken met slagveldtoerisme. In 1826 werd de Leeuw van Waterloo ingehuldigd, een monument dat verrees op de plaats waar de prins van Oranje een kogelwond had opgelopen en dat dus de Nederlandse bijdrage benadrukte.
Omstreeks 1830 begon het bos rond Waterloo gestaag te verdwijnen doordat de Société Générale grote delen van het Zoniënwoud ter ontginning van de hand deed. De opening van het kanaal Brussel-Charleroi maakte in 1832 een einde aan het vervoer van steenkool over land. De Industriële Revolutie werd nog meer tastbaar in 1836, toen de suikerfabriek van Waterloo werd opgericht. Bosgrond werd ontgonnen voor grootschalige suikerbietenteelt. De fabriek sloot in 1871. Drie jaar later werd Waterloo aangesloten op het spoorwegennet.
Van 1960 tot 2002 was Waterloo de woonplaats van de afgetreden koning Leopold III en zijn vrouw Lilian Baels. Ze resideerden in het Château Tuck op het domein van Argenteuil, dat in 1832 was opgericht door de bankier Ferdinand Meeûs. In de 21e eeuw is Waterloo een welvarende gemeente die leeft van de diensteneconomie. Veel inwoners pendelen naar Brussel.

## Bezienswaardigheden
- Sint-Jozefskerk (Chapelle Royale), gebouwd in 1687-1690 als koninklijke kapel. Het is een koepelkapel in vierpas. In de negentiende eeuw werd de kapel met een aanbouw uitgebreid tot een volwaardige kerk.[2] In het interieur bevinden zich gedenkplaten ter herinnering aan de Slag bij Waterloo.
- De Sint-Annakerk (Église Sainte-Anne) is een modern kerkgebouw van 1978 in de wijk Joli-Bois.
- De Sint-Franciscuskerk (Église Saint-François d'Assise) is een bakstenen neogotisch kerkgebouw, gebouwd tussen 1910 en 1938 in de wijk Le Chenois.
- Klein openluchtmuseum Miniatuur België
- Het Kasteel van Argenteuil, gelegen in het Domaine d'Argenteuil.
- Het Château de la Rose, een bouwwerk in art nouveau van begin 20e eeuw, gelegen in een park.

### In Waterloo gelegen maar in feite inMont-Saint-Jean, een gehucht vanEigenbrakel
- Mémorial 1815 - het museum over de Slag bij Waterloo (ligt op het grondgebied van buurgemeente Eigenbrakel)
- Leeuw van Waterloo, toegang via Mémorial 1815
- Panorama van de Slag bij Waterloo, toegang via Mémorial 1815
- Ferme de Mont-Saint-Jean
- Wellingtonmuseum, het hoofdkwartier van Wellington

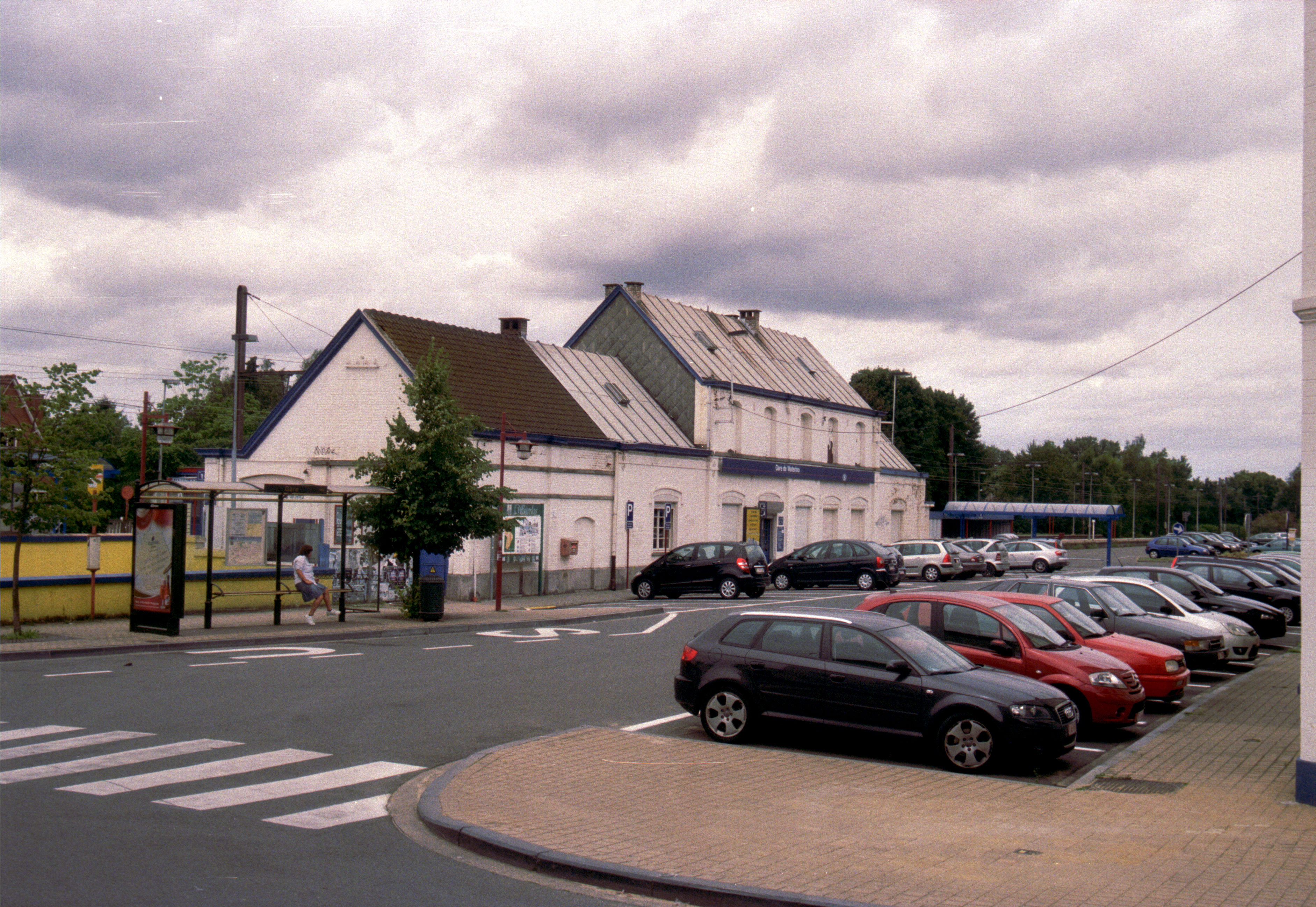
Het spoorwegstation van Waterloo
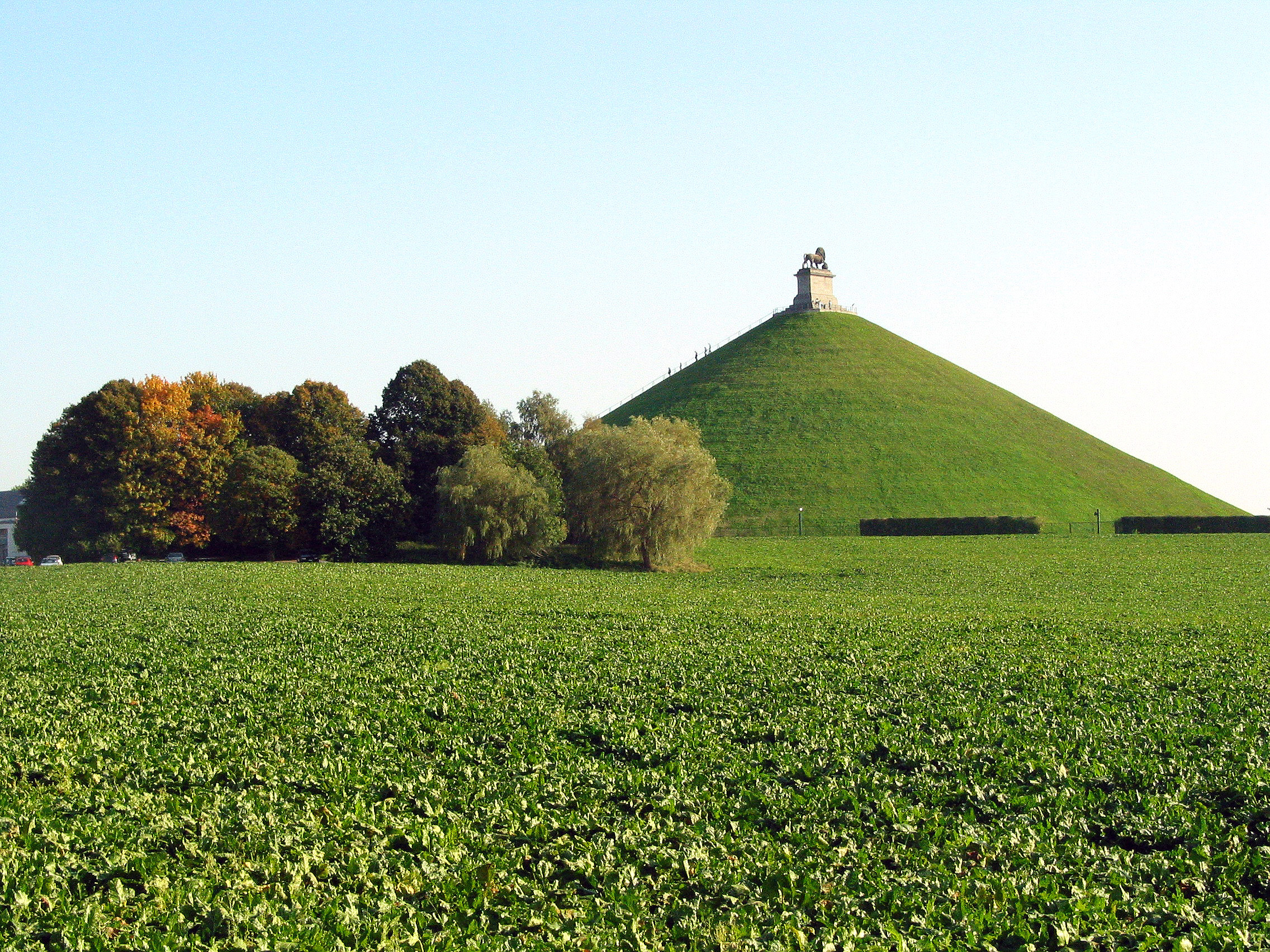
Leeuw van Waterloo
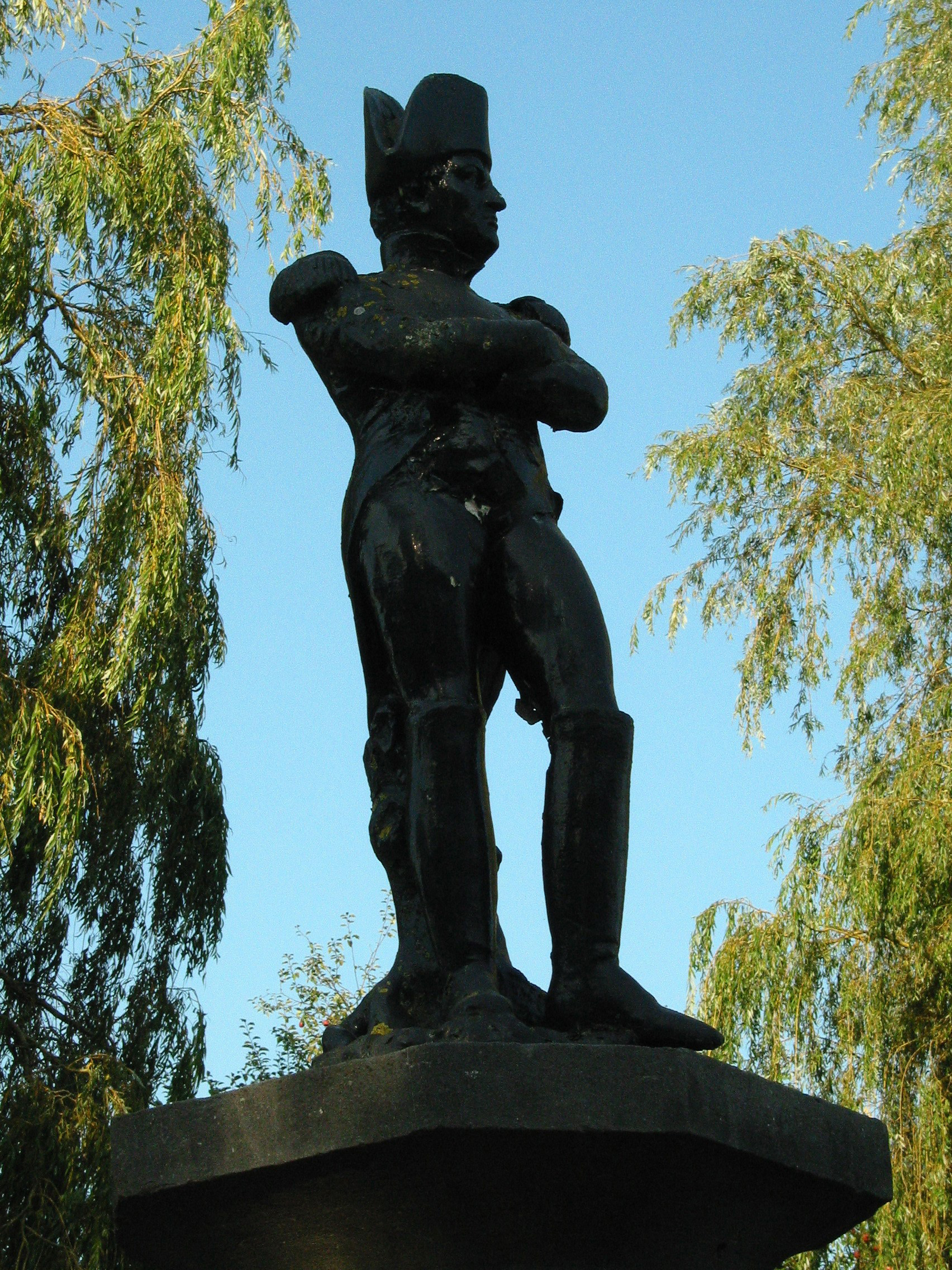
Het standbeeld van Napoleon
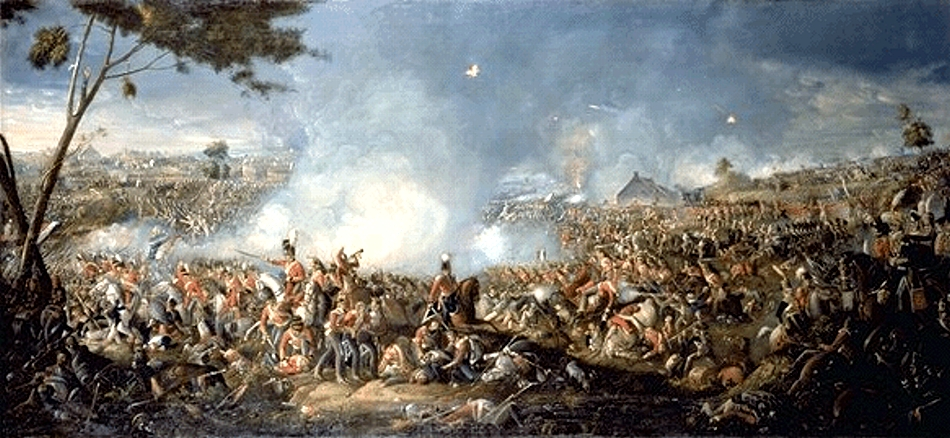
Slag bij Waterloo (William Sadler)

## Natuur en landschap
Waterloo is sterk verstedelijkt. Enkel in het noordoosten vindt men een aantal landgoederen zoals het Domaine d'Argenteuil waar de Argentine ontspringt. De hoogte aan de Sint-Jozefskerk is 126 meter.

## Demografische ontwikkeling
- Bronnen:NIS, Opm:1831 tot en met 1981=volkstellingen; 1990 en later= inwonertal op 1 januari

| Inwoners van jaar tot jaar op 1 januari 1992 tot heden | Inwoners van jaar tot jaar op 1 januari 1992 tot heden | Inwoners van jaar tot jaar op 1 januari 1992 tot heden |
| jaar                                                   | Aantal                                                 | Evolutie: 1992=index 100                               |
| ------------------------------------------------------ | ------------------------------------------------------ | ------------------------------------------------------ |
| 1992                                                   | 27.917                                                 | 100,0                                                  |
| 1993                                                   | 28.111                                                 | 100,7                                                  |
| 1994                                                   | 27.872                                                 | 99,8                                                   |
| 1995                                                   | 28.125                                                 | 100,7                                                  |
| 1996                                                   | 28.346                                                 | 101,5                                                  |
| 1997                                                   | 28.521                                                 | 102,2                                                  |
| 1998                                                   | 28.772                                                 | 103,1                                                  |
| 1999                                                   | 28.958                                                 | 103,7                                                  |
| 2000                                                   | 28.986                                                 | 103,8                                                  |
| 2001                                                   | 28.874                                                 | 103,4                                                  |
| 2002                                                   | 28.898                                                 | 103,5                                                  |
| 2003                                                   | 28.905                                                 | 103,5                                                  |
| 2004                                                   | 29.003                                                 | 103,9                                                  |
| 2005                                                   | 29.230                                                 | 104,7                                                  |
| 2006                                                   | 29.315                                                 | 105,0                                                  |
| 2007                                                   | 29.398                                                 | 105,3                                                  |
| 2008                                                   | 29.440                                                 | 105,5                                                  |
| 2009                                                   | 29.514                                                 | 105,7                                                  |
| 2010                                                   | 29.598                                                 | 106,0                                                  |
| 2011                                                   | 29.664                                                 | 106,3                                                  |
| 2012                                                   | 29.731                                                 | 106,5                                                  |
| 2013                                                   | 29.541                                                 | 105,8                                                  |
| 2014                                                   | 29.649                                                 | 106,2                                                  |
| 2015                                                   | 29.568                                                 | 105,9                                                  |
| 2016                                                   | 29.794                                                 | 106,7                                                  |
| 2017                                                   | 29.959                                                 | 107,3                                                  |
| 2018                                                   | 30.174                                                 | 108,1                                                  |
| 2019                                                   | 30.328                                                 | 108,6                                                  |
| 2020                                                   | 30.376                                                 | 108,8                                                  |
| 2021                                                   | 30.379                                                 | 108,8                                                  |
| 2022                                                   | 30.356                                                 | 108,7                                                  |
| 2023                                                   | 30.477                                                 | 109,2                                                  |
| 2024                                                   | 30.596                                                 | 109,6                                                  |
| 2025                                                   | 30.389                                                 | 108,9                                                  |

## Politiek

### Resultaten gemeenteraadsverkiezingen sinds 1976
| Partij               | Partij                                                        | 10-10-1976 | 10-10-1976 | 10-10-1982 | 10-10-1982 | 9-10-1988 | 9-10-1988 | 9-10-1994 | 9-10-1994 | 8-10-2000 | 8-10-2000 | 8-10-2006 | 8-10-2006 | 14-10-2012 | 14-10-2012 | 14-10-2018 | 14-10-2018 | 13-10-2024 | 13-10-2024 |
| Stemmen / Zetels     | Stemmen / Zetels                                              | %          | 27         | %          | 27         | %         | 27        | %         | 29        | %         | 29        | %         | 29        | %          | 29         | %          | 31         | %          | 31         |
| -------------------- | ------------------------------------------------------------- | ---------- | ---------- | ---------- | ---------- | --------- | --------- | --------- | --------- | --------- | --------- | --------- | --------- | ---------- | ---------- | ---------- | ---------- | ---------- | ---------- |
|                      | PRL-IC1 / LB2 / PRL-FDFA / MR3                                | 12,221     | 3          | 35,321     | 11         | 61,611    | 19        | 52,12     | 17        | 63,17A    | 21        | 63,063    | 22        | 68,753     | 23         | 65,483     | 24         | 59,493     | 19         |
|                      | PRL-FDFA / FDF1 / DéFI2/ RC3                                  | -          |            | -          |            | -         |           | -         |           | 63,17A    | 21        | -         |           | 4,551      | 0          | 6,512      | 1          | 14,833     | 4          |
|                      | MAYEUR1 / RC2 / PS-IND3 / PePS4 / PS5/ WEC                    | 33,451     | 10         | 29,282     | 9          | 17,832    | 4         | 13,933    | 4         | 9,644     | 2         | 7,775     | 1         | 6,15       | 1          | 4,115      | 0          | 25,68C     | 8          |
|                      | Int.Com1 / PSC 2 / EC-PSCB / AC3 / W.D.D.4 / cdH5 / MVW6/ WEC | 37,391     | 11         | 16,342     | 4          | 15,0B     | 4         | 18,83     | 5         | 9,294     | 2         | 8,175     | 2         | 8,486      | 2          | 7,256      | 1          | 25,68C     | 8          |
|                      | EC-PSCB / ECOLO1/ WEC                                         | -          |            | -          |            | 15,0B     | 4         | 11,21     | 3         | 16,191    | 4         | 11,161    | 3         | 12,131     | 3          | 16,651     | 5          | 25,68C     | 8          |
|                      | L&D                                                           | -          |            | -          |            | -         |           | -         |           | -         |           | 5,98      | 1         | -          |            | -          |            | -          |            |
|                      | NW                                                            | -          |            | 8,21       | 1          | 4,61      | 0         | -         |           | -         |           | -         |           | -          |            | -          |            | -          |            |
|                      | UDRT                                                          | -          |            | 10,86      | 2          | -         |           | -         |           | -         |           | -         |           | -          |            | -          |            | -          |            |
|                      | RW                                                            | 13,22      | 3          | -          |            | -         |           | -         |           | -         |           | -         |           | -          |            | -          |            | -          |            |
| Anderen(*)           | Anderen(*)                                                    | 3,70       | 0          | -          |            | 0,95      | 0         | 3,97      | 0         | 1,71      | 0         | 3,85      | 0         | -          |            | -          |            | -          |            |
| Totaal stemmen       | Totaal stemmen                                                | 12633      | 12633      | 14795      | 14795      | 15685     | 15685     | 15865     | 15865     | 16580     | 16580     | 17601     | 17601     | 17260      | 17260      | 18024      | 18024      | 17755      | 17755      |
| Opkomst %            | Opkomst %                                                     |            |            |            |            | 91,7      | 91,7      | 90,28     | 90,28     | 89,24     | 89,24     | 90,89     | 90,89     | 86,64      | 86,64      | 87,03      | 87,03      | 84,83      | 84,83      |
| Blanco en ongeldig % | Blanco en ongeldig %                                          | 3,45       | 3,45       | 5,18       | 5,18       | 4,44      | 4,44      | 4,13      | 4,13      | 4,16      | 4,16      | 2,59      | 2,59      | 3,05       | 3,05       | 3,57       | 3,57       | 5,02       | 5,02       |

 (*) 1976: PCB (2,84%), URB (0,86%) / 1988: URD (0,95%) / 1994: FN (3,51%), PP (0,46%) / 2000: VIVANT (1,71%) / 2006: Front National (2,58%), W.D.D. (1,27%) De grootste partij is in kleur.

## Sport
- Waterloo Ducks is een hockeyclub uit Waterloo, de Ducks wonnen in 2019 de Euro Hockey League.
- In 2019 kwam de 1e etappe van de Tour de France door Waterloo.

## Wetenswaardig
- ABBA won in 1974 het Eurovisiesongfestival met het liedje Waterloo.
- De twaalf finalisten van de Koningin Elisabethwedstrijd voor piano, cello en viool bereiden zich in Waterloo voor op hun optreden in de finale. Hiervoor verblijven ze voorafgaand aan de finaleweek een week in volledige afzondering in de Muziekkapel Koningin Elisabeth. In deze periode dienen ze het verplichte finalewerk dat ze in de kapel ontvangen in te studeren.[7]

## Nabijgelegen kernen
Eigenbrakel, Sint-Genesius-Rode, Terhulpen, Ohain, Plancenoit